# Rossell y Rius
Rossell y Rius ou Colonia Rossell y Rius est une ville de l'Uruguay située dans le département de Durazno. Sa population est de 59 habitants.

## Histoire
La colonie agricole a été fondée par Alejo Rossell y Rius, propriétaire de terres en 1900. Il a géré le projet de former un centre agricole à Durazno.

## Population
| Année | Population |
| ----- | ---------- |
| 1963  | 175        |
| 1975  | 130        |
| 1985  | 92         |
| 1996  | 80         |
| 2004  | 59         |

Référence,.